# حريق بحيرة وايت روك
حريق بحيرة وايت روك هو حريق غابات في منطقة طومسون-نيكولا الإقليمية في كولومبيا البريطانية في الولايات المتحدة. بدأت في 13 يوليو 2021 كواحدة من حلرائق العام 2021. حرائق الغابات أدت إلى تدمير بحيرة مونتي. اعتبارًا من 18 أغسطس 2021 بلغت مساحة الحرائق 81.139 هكتارًا وتم تصنيفها على أنها خارجة عن السيطرة.

## البدأ والانتشار
بدأ الحريق وسط موجة الحر في غرب أمريكا الشمالية عام 2021. شوهد حريق بحيرة وايت روك في البداية في 13 يوليو 2021 وكان حجمه 10 هكتارات. ورد في الساعة 3:46 بعد الظهر. وبدأت الاستجابة بعد 30 دقيقة بحسب وزارة الغابات. بحلول 5 أغسطس وصلت إلى 32.500 هكتار، تقع بين كاملوبس وفيرنون، وأدت إلى وضع أكثر من 2000 عقار تحت أمر الإخلاء. في 5 أغسطس تم إخلاء قرية بحيرة مونتي الصغيرة وأدى الحريق إلى تدمير ما لا يقل عن 28 مسكنًا ونشاطًا تجاريًا واحدًا. بحلول 6 أغسطس وصل الحريق إلى 55.000 هكتار وصدرت تنبيهات إخلاء لمدينتي فيرنون وأرمسترونغ، وكذلك قرية تشيس.
تسبب الحريق في إتلاف ما يقرب من 70 عقارًا. أفادت فرقة أوكاناجان الهندية أيضًا عن تدمير 10 منازل ومتجر واحد. في 14 أغسطس سُمح لسكان بحيرة مونتي بالعودة إلى المجتمع.